# Familia Pinal Hidalgo
La familia Pinal Hidalgo, también conocida como familia Pinal, es una familia mexicana que se destaca en los campos del entretenimiento. Fue iniciada por María Luisa Hidalgo y Aguilar, mexicana originaria de Toluca, México, y Moisés Pasquel, también de México. La familia está formada por su hija Silvia Pinal Hidalgo, así como por su descendencia.

## Trasfondo familiar
La familia se fundó en México, sin embargo, mediante el matrimonio de Silvia Pinal con el cubano Rafael Banquells; Sylvia Pasquel, Stephanie Salas, Michelle Salas, Camila Valero, y Viridiana Margarita Frade, cuentan con ascendencia cubana. Por otra parte, del matrimonio de Pinal con el venezolano Enrique Guzmán; Alejandra Guzmán, Frida Sofía, Luis Enrique Guzmán, Giordana Guzmán, y Schersa Guzmán, cuentan con ascendencia venezolana.
En 2023, Michelle Salas, hija de Stephanie Salas, contrajo matrimonio con el venezolano Danilo Díaz.

## Árbol genealógico
- María Luisa Hidalgo y Aguilar, tuvo un breve amorío con Moisés Pasquel
  - Silvia Pinal (n. 16 de septiembre de 1931-f. 28 de noviembre de 2024),[8] m. Rafael Banquells (n. 25 de junio de 1917)
    - Sylvia Pasquel (n. 13 de octubre de 1950), m. Mike Salas
      - Stephanie Salas (n. 5 de febrero de 1970), tuvo una relación con Luis Miguel
        - Michelle Salas (n. 13 de junio de 1989), m. Danilo Díaz[9]

      - Stephanie Salas, tuvo una relación con Pablo Valero
        - Camila Valero (n. 7 de enero de 1997)[10]

    - Sylvia Pasquel, m. Fernando Frade 
      - Margarita Viridiana García Frade Banquells (n. 25 de septiembre de 1985-f. 27 de octubre de 1987)[11][12][13]

  - Silvia Pinal, m. Gustavo Alatriste (n. 25 de agosto de 1922)
    - Viridiana Alatriste (n. 17 de enero de 1963-f. 25 de octubre de 1982)[14][15][16]

  - Silvia Pinal, m. Enrique Guzmán (n. 1 de febrero de 1943)
    - Alejandra Guzmán (n. 9 de febrero de 1968), tuvo una relación con Pablo Moctezuma[17]
      - Frida Sofía (n. 13 de marzo de 1992)[18]

    - Luis Enrique Guzmán (n. c. 1969 o c. 1970), se desconoce con quién procreó a sus hijas[19][20]
      - Giordana Guzmán[21]
      - Schersa Guzmán[21]

## Jefatura de la familia Pinal Hidalgo
| Imagen | Nombre                        | Cónyuge                                  | Periodo                                      |
| ------ | ----------------------------- | ---------------------------------------- | -------------------------------------------- |
| -      | María Luisa Hidalgo y Aguilar | -                                        | 16 de septiembre de 1931-13 de junio de 1999 |
|        | Silvia Pinal                  | Rafael Banquells (matr. 1947; div. 1952) | 13 de junio de 1999-28 de noviembre de 2024  |
|        | Sylvia Pasquel                | Mike Salas (matr. 1966; div. 1970)       | 28 de noviembre de 2024-presente             |